# Nimun Dani Bao
Nimun Dani Bao is een bestuurslaag in het regentschap Flores Timur van de provincie Oost-Nusa Tenggara, Indonesië. Nimun Dani Bao telt 617 inwoners (volkstelling 2010).